# Carlo Augusto di Baden-Durlach
Carlo Augusto di Baden-Durlach (Durlach, 14 novembre 1712 – Durlach, 30 settembre 1786) è stato reggente del margraviato di Baden-Durlach dal 1738 al 1746.

## Biografia
Carlo Augusto era figlio di Cristoforo di Baden-Durlach e di Maria Cristina Felicita di Leiningen-Dachsburg-Falkenburg-Heidesheim, figlia del conte Giovanni di Leiningen-Dagsburg-Falkenburg. Carlo Augusto ricevette la propria prima istruzione presso la corte di suo zio, il margravio Carlo III Guglielmo di Baden-Durlach e successivamente studiò all'Università di Losanna, in Svizzera. Dal 1735 entrò nell'esercito imperiale col grado di generale e nel 1760 venne nominato feldmaresciallo, grado col quale prese parte alla Campagna di Rossbach nell'ambito della Guerra dei Sette anni. Dal 1749 al 1752 fu comandante in capo dell'esercito del Württemberg.
Dalla repentina morte di Carlo III Guglielmo il 12 maggio 1738, il figlio di quest'ultimo, Carlo Federico venne affiancato al governo proprio da Carlo Augusto il quale operò in veste di reggente del margraviato di Baden-Durlach. La vedova del defunto margravio intendeva però riportare sotto la propria guida la reggenza, mantenendo corte nel proprio castello di Durlach. Contrariamente a questo Carlo Augusto optò come già in attivo il trasferimento a Karlsruhe e la città iniziò a godere dei privilegi di capitale.
Per derimere i contenziosi famigliari, gli affari di governo vennero coadiuvati da un uomo di stato, il conte Friedrich Johann Emich von Üxküll-Gyllenband il quale portò avanti una politica favorevole nei confronti dell'Austria. nel 1741, infatti, dopo l'ascesa al trono di Maria Teresa e lo scoppio della Guerra di successione austriaca, l'imperatrice andava cercando consensi all'interno degli stati che componevano il Sacro Romano Impero. Il Baden-Durlach aveva da secoli un contenzioso aperto con l'Impero in quanto l'Austria rivendicava alcune parti del suo territorio come privilegi feudali. Il reggente ed il margravio si accordarono dunque per rinunciare ai territori del langraviato di Szumirad ed ai territori di Badenweiler e Rötteln in cambio di un pagamento e del giuramento di fedeltà alla causa di successione di Maria Teresa.
La reggenza di Carlo Augusto assieme a Carlo Federico fu breve e durò sino al raggiungimento della maggiore età da parte di quest'ultimo nel 1746. Carlo Augusto, ritiratosi a vita privata, morì nel 1786.

## Matrimonio e figli
Carlo Augusto si sposò con matrimonio morganatico con Juliane Schmid. La coppia ebbe i seguenti figli, tutti col predicato von Ehrenberg:
- Cristoforo Augusto (14 settembre 1773 – 12 ottobre 1839, Bruchsal)
- Augusto (1776 - 1813, Vilnius, Lituania), caduto al seguito della Grande Armata di Napoleone nell'ambito della campagna di Russia
- Guglielmina (15 settembre 1780, Durlach - 8 novembre 1854, Karlsruhe), sposò il colonnello Ludwig von Cancrin nel 1804 a Karlsruhe
- Carlo Ernesto Luigi (1783, Durlach - 1817, Heidelberg), sposò nel 1809 a Massenbach la baronessa Friederike Christine Eleonore von Massenbach (1786, Usingen - 1855, Heidelberg)
- Luigi Federico (m. 1786 a Durlach)
- Carolina Augusta (n. 1781 a Durlach)
- Caterina Ludovica (1785, Durlach - 1806, Karlsruhe)

## Ascendenza
|                                                                         |                                             |                                                           | Genitori                                                  |  |  | Nonni |  |  | Bisnonni                        |  |  | Trisnonni                       |  |
|                                                                         |                                             |                                                           |                                                           |  |  |       |  |  | 8. Federico VI di Baden-Durlach |  |  | 16. Federico V di Baden-Durlach |  |
|                                                                         |                                             |                                                           |                                                           |  |  |       |  |  | 8. Federico VI di Baden-Durlach |  |  | 16. Federico V di Baden-Durlach |  |
|                                                                         |                                             | 17. Barbara di Württemberg                                |                                                           |  |  |       |  |  | 8. Federico VI di Baden-Durlach |  |  |                                 |  |
| 4. Federico VII di Baden-Durlach                                        |                                             |                                                           |                                                           |  |  |       |  |  | 8. Federico VI di Baden-Durlach |  |  |                                 |  |
|                                                                         |                                             | 9. Cristina Maddalena del Palatinato-Zweibrücken-Kleeburg | 18. Giovanni Casimiro del Palatinato-Zweibrücken-Kleeburg |  |  |       |  |  |                                 |  |  |                                 |  |
|                                                                         |                                             | 9. Cristina Maddalena del Palatinato-Zweibrücken-Kleeburg | 18. Giovanni Casimiro del Palatinato-Zweibrücken-Kleeburg |  |  |       |  |  |                                 |  |  |                                 |  |
|                                                                         |                                             | 9. Cristina Maddalena del Palatinato-Zweibrücken-Kleeburg | 19. Caterina Vasa                                         |  |  |       |  |  |                                 |  |  |                                 |  |
| 2. Cristoforo di Baden-Durlach                                          |                                             | 9. Cristina Maddalena del Palatinato-Zweibrücken-Kleeburg |                                                           |  |  |       |  |  |                                 |  |  |                                 |  |
|                                                                         |                                             | 10. Federico III di Holstein-Gottorp                      | 20. Giovanni Adolfo di Holstein-Gottorp                   |  |  |       |  |  |                                 |  |  |                                 |  |
|                                                                         |                                             | 10. Federico III di Holstein-Gottorp                      | 20. Giovanni Adolfo di Holstein-Gottorp                   |  |  |       |  |  |                                 |  |  |                                 |  |
|                                                                         |                                             | 10. Federico III di Holstein-Gottorp                      | 21. Augusta di Danimarca                                  |  |  |       |  |  |                                 |  |  |                                 |  |
| 5. Augusta Maria di Holstein-Gottorp                                    |                                             | 10. Federico III di Holstein-Gottorp                      |                                                           |  |  |       |  |  |                                 |  |  |                                 |  |
|                                                                         |                                             | 11. Maria Elisabetta di Sassonia                          | 22. Giovanni Giorgio I di Sassonia                        |  |  |       |  |  |                                 |  |  |                                 |  |
|                                                                         |                                             | 11. Maria Elisabetta di Sassonia                          | 22. Giovanni Giorgio I di Sassonia                        |  |  |       |  |  |                                 |  |  |                                 |  |
|                                                                         |                                             | 11. Maria Elisabetta di Sassonia                          | 23. Maddalena Sibilla di Hohenzollern                     |  |  |       |  |  |                                 |  |  |                                 |  |
| 1. Carlo Augusto di Baden-Durlach                                       |                                             | 11. Maria Elisabetta di Sassonia                          |                                                           |  |  |       |  |  |                                 |  |  |                                 |  |
|                                                                         | 12. Giorgio Guglielmo di Leiningen-Dagsburg | 24. Emich XIII di Leiningen-Dagsburg                      |                                                           |  |  |       |  |  |                                 |  |  |                                 |  |
|                                                                         | 12. Giorgio Guglielmo di Leiningen-Dagsburg | 24. Emich XIII di Leiningen-Dagsburg                      |                                                           |  |  |       |  |  |                                 |  |  |                                 |  |
|                                                                         | 12. Giorgio Guglielmo di Leiningen-Dagsburg | 25. Cristina von Solms-Laubach                            |                                                           |  |  |       |  |  |                                 |  |  |                                 |  |
| 6. Giovanni di Leiningen-Dagsburg-Falkenburg                            | 12. Giorgio Guglielmo di Leiningen-Dagsburg |                                                           |                                                           |  |  |       |  |  |                                 |  |  |                                 |  |
|                                                                         |                                             | 13. Anna Elisabetta von Daun-Falkenstein                  | 26. Guglielmo Wirich von Down-Falkenstein                 |  |  |       |  |  |                                 |  |  |                                 |  |
|                                                                         |                                             | 13. Anna Elisabetta von Daun-Falkenstein                  | 26. Guglielmo Wirich von Down-Falkenstein                 |  |  |       |  |  |                                 |  |  |                                 |  |
|                                                                         |                                             | 13. Anna Elisabetta von Daun-Falkenstein                  | 27. Elisabetta von Waldeck-Wildungen                      |  |  |       |  |  |                                 |  |  |                                 |  |
| 3. Maria Cristina Felicita di Leiningen-Dachsburg-Falkenburg-Heidesheim |                                             | 13. Anna Elisabetta von Daun-Falkenstein                  |                                                           |  |  |       |  |  |                                 |  |  |                                 |  |
|                                                                         |                                             | 14. Giovanni Reinardo II di Hanau-Lichtenberg             | 28. Filippo Volfango di Hanau-Lichtenberg                 |  |  |       |  |  |                                 |  |  |                                 |  |
|                                                                         |                                             | 14. Giovanni Reinardo II di Hanau-Lichtenberg             | 28. Filippo Volfango di Hanau-Lichtenberg                 |  |  |       |  |  |                                 |  |  |                                 |  |
|                                                                         |                                             | 14. Giovanni Reinardo II di Hanau-Lichtenberg             | 29. Giovanna di Oettingen-Oettingen                       |  |  |       |  |  |                                 |  |  |                                 |  |
| 7. Giovanna Maddalena di Hanau-Lichtenberg                              |                                             | 14. Giovanni Reinardo II di Hanau-Lichtenberg             |                                                           |  |  |       |  |  |                                 |  |  |                                 |  |
|                                                                         |                                             | 15. Anna Maddalena del Palatinato-Birkenfeld-Bischweiler  | 30. Cristiano I del Palatinato-Birkenfeld-Bischweiler     |  |  |       |  |  |                                 |  |  |                                 |  |
|                                                                         |                                             | 15. Anna Maddalena del Palatinato-Birkenfeld-Bischweiler  | 30. Cristiano I del Palatinato-Birkenfeld-Bischweiler     |  |  |       |  |  |                                 |  |  |                                 |  |
|                                                                         |                                             | 15. Anna Maddalena del Palatinato-Birkenfeld-Bischweiler  | 31. Maddalena Caterina del Palatinato-Zweibrücken         |  |  |       |  |  |                                 |  |  |                                 |  |
|                                                                         |                                             | 15. Anna Maddalena del Palatinato-Birkenfeld-Bischweiler  |                                                           |  |  |       |  |  |                                 |  |  |                                 |  |